# Горчило — Јеси ли то дошао да ме видиш
Горчило — Јеси ли то дошао да ме видиш је играни филм из 2015. године снимљен у копродукцији Србије и Црне Горе. Филм је режирао Милан Караџић, по сценарију Миодрага Караџића.
Филм је своју премијеру имао 9. јануара 2015. године у Црној Гори, а 21. јануара 2015. године у Србији.

## О филму
Радња филма је смештена у једном селу, у црногорским брдима, у лето 1968. године. У јеку изградње инфраструктуре у СФР Југославији, у напорима да се сиромашни север Црне Горе путевима повеже са југом, у мало село долази геометар Лаза, како би припремио документацију за трасу будућег пута. Са њим долази и његова жена Клара, балерина из Новог Сада, која током лета мора да одржава кондицију за наредну позоришну сезону. Како сељаци реагују на долазак геометра, колико су склони корупцији, како реагују на долазак људи који живе животом другачијим од њиховог, само је једна линија приче. Паралелно пратимо сукоб између две породице, Обада и Цвркота, које нису у добрим односима готово 20 година, због међусобног оптуживања о разлозима одласка на робију Зеља Цвркоте, који је седам година провео на Голом отоку...

## Улоге
| Глумац                  | Улога            |
| ----------------------- | ---------------- |
| Милутин Мима Караџић    | Горчило Обад     |
| Боро Стјепановић        | Максим Обад      |
| Младен Нелевић          | Зељо Цвркота     |
| Милорад Мандић Манда    | Преле Обад       |
| Андрија Милошевић       | Продавац Маринко |
| Виктор Савић            | Геометар Лаза    |
| Дубравка Вукотић Дракић | Гроздана Обад    |
| Анита Манчић            | Милуша Цвркота   |
| Емир Ћатовић            | Петрашин Обад    |
| Кристина Стевовић       | Ковиљка Цвркота  |
| Хелена Аксамит          | Клара            |
| Момо Пићурић            | Димитрије Ласица |
| Божидар Зубер           | Лале Цвркота     |
| Данило Челебић          | Полицајац        |
| Војислав Кривокапић     | Сељак Спасо      |
| Драгиша Симовић         | Сељак Недељко    |